# Dąbie, Kraków
Dąbie är en stadsdel i distriktet Grzegórzki i den polska staden Kraków. Dąbie, som för första gången nämns i ett dokument från år 1254, inlemmades i Kraków år 1911.
De övriga stadsdelarna i distriktet Grzegórzki är Grzegórzki, Oficerskie, Olsza och Wesoła.